# 银山塔林
40°19′05″N 116°19′45″E / 40.317991°N 116.329068°E
银山塔林，位于中华人民共和国北京市昌平区延寿镇，是由6座密檐式佛塔、1座密檐式覆钵塔及11座覆钵式塔组成的佛塔群。该佛塔群建于金代至清代年间，是周边寺庙的僧人的墓塔。1941年，周边寺庙被日军全部拆毁，佛塔也受到严重损坏。中华人民共和国成立后，当地政府和文物部门将银山塔林列为文物保护单位并多次维修。1988年，银山塔林被列为全国重点文物保护单位。

## 历史
银山因“冰雪层积，色白如银”而得名，又因“麓有石崖，皆成黑色”，故称“铁壁银山”，明代曾列为“燕平八景”之一。唐代时，有僧人在银山一带隐居建寺，使得银山成为幽州最大的寺院所在地之一。金天会三年（1125年）时，该地始建大延圣寺（即延寿寺），至大定六年（1166年）当地已有五百余名僧尼。除去大延圣寺外，周围还有铁壁寺、松棚庵、清凉庵等七十二座茅庵，以及大量的僧尼舍。这些高僧、和尚、尼姑等死后就在此修造灵塔。此外，辽、金、元、明各个时期的高僧、和尚及尼姑的灵塔也大量散布于银山各处。明正统二年（1437年）司礼太监吴亮重修，敕名法华寺:294-295。银山在鼎盛时期最多有72座草庵，也因此一度成为中国北方的佛教胜地，与江苏镇江的金山并称“南金北银”，而山上的墓塔之多也使得民间传有“卢沟桥狮子数不清，银山佛塔数不尽”的说法:82。明代以后，银山诸多寺院逐渐衰败，清代时周边寺院还曾于康熙十三年（1674年）有过修葺，至民国年间塔林已经因为年久失修而出现大批自然损毁。1941年，日军在围攻八路军的平北根据地时拆除了法华寺及其周边寺庙，并对塔林进行了大规模破坏，在这次破坏之后仅剩辽金时期的5座大塔和元明清时期的十几座小塔:112-113。

## 布局

### 整体布局
银山塔林共有18座塔，其中5座金代的密檐式墓塔位于法华寺遗址内，以梅花形排列，正中心一座是佛觉塔，西南侧为懿行塔，东南侧为晦堂塔，西北侧为圆通塔，东北侧为虚静塔。此外有一座元代的无铭文密檐式塔位于法华寺遗址东侧，一座无铭文覆钵密檐式塔位于法华寺遗址西南侧，而在周边山麓中则分布有11座元明时期的覆钵式塔。:112-113:294-295:833:56-83

### 佛觉塔
佛觉塔为十三层檐密檐式塔，平面为八边形，存塔刹“火焰宝珠”以下部分，总高20.1米。塔基座由上下两层须弥座组成，下层为花岗石雕的须弥座，高1.7米，边长2.2米，由上枋、上枭、束腰、下枭、下枋等组成，雕饰狮头、宝瓶等花纹，其中束腰部分为青砖叠砌；上层为砖雕斗拱勾栏平座，中间束腰部位每面各分2间，每间雕1壶门周雕花卉，间之间雕花柱间隔，束腰之上施双抄四铺作斗拱，斗拱上承托大华版饰卷草图案，束腰之下叠涩垒砌成上小下大形状，平座上层为仰莲承托塔身。塔身为实心结构、檐下部的正东、正西、正南、正北四个方向雕假券门，券面砖雕刻成对的飞天、龙凤、花卉等图案。拱券下部各雕两扇四抹扇门，南面券门在券面砖与扇门之间嵌有白石塔铭，篆刻“故祐国佛觉大禅师灵塔”，塔的东南、西南、东北、西北四个方向雕假菱花格窗，转角处雕塔柱。塔檐总体呈上小下大形状，最下层檐下饰有一周砖雕斗拱，柱头为双抄、补间为单抄四铺作斗拱。斗拱的分布同基座斗拱。其他各层檐下均以叠涩砖5层出挑，各檐上部均瓦灰色筒瓦，脊部施以菩萨、垂兽等饰件，檐角系有铜铃。塔顶为攒尖式，刹座之上存仰莲两层及砖雕火珠。:112-113:294-295:833:56-57

### 晦堂塔
晦堂塔现存部分整体形制与佛觉塔基本相同，总高19.3米，在白石塔铭上篆刻有“晦堂祐国大禅师塔”字样。:833:56-57

### 懿行塔
懿行塔的形制、结构与佛觉塔基本相同，现存塔刹石刻宝珠以下部分，总高19.95米，塔基束腰壶门内雕带铃的狮子头，重台勾栏大小华版上雕各式花卉和卷草图案等。塔身转角处雕刻有圆柱，正东、正西、正北三个方向均雕刻有带飞天图案的假券门，门洞内雕刻有佛像，南假券门洞内白石塔铭篆刻“故懿行大师塔”。塔刹部位为砖刻的火焰宝珠、石刻宝珠、仰月，保存较为完整。:833:58-60

### 虚静塔
虚静塔为七层檐、平面呈六边形，现存塔刹仰莲以下部分,总高14.8米。立面形制与佛觉塔较为相似，须弥座为砖雕，束腰部分雕刻有连花图案，塔身第一层的正南方向和正北方向雕刻有假券门，其他四面雕刻有假窗，假窗的窗格内雕刻有“卍”字形图案。南面假券洞内嵌白石塔铭篆刻“故虚静禅师实公灵塔”、“大安元年元月二十二日功毕”等字，两券面均有砖雕的花卉；塔身第二层以上各层以素面砖砌成，塔身之上施砖雕单抄斗拱。塔刹已不存，但其下出现了刹穴结构。1993年的维修过程中，该塔内曾出土一只高18.3厘米的小型铜制喇嘛塔。:294-295:833:61-66

### 圆通塔
圆通塔存塔刹宝珠以下部分，总高14.4米，该塔的形制与虚静塔基本相同，细部装饰稍有不同：塔基束腰部位用素砖垒砌，塔身在正南正北两个方向开有假券门，其中正南面的假门有砖雕飞天图案，而北侧的假门则为砖雕的花卉，南假券洞内嵌白石塔铭篆刻“圆通大禅师善公灵塔”。:833:66

### 其他塔
位于法华禅寺遗址东侧的无铭密檐式塔为元塔，塔身已不完整，残高6.8米，塔呈平面六边形，塔基、塔身雕饰与佛觉塔较为相似，塔身第一层以上每面塔身、塔檐呈内凹的弧线，各层檐面之下均为砖雕斗拱，其中第一层檐下的斗拱为双抄四铺作，上方的均为单抄三铺作，各层檐上均为素面砖叠涩砌成。:833:70
位于法华禅寺遗址西南侧的无铭覆钵密檐式塔，存塔刹相轮以下部分，总高8.8米，平面六角形，基座、塔身与佛觉塔较为相似，基座束腰处雕有金刚力士像。塔身以上部位有冰盘檐式三层，顶部作叠涩式，其上再上为覆钵体、塔刹座和相轮，其中覆钵体于塔刹之间依次为须弥座和莲瓣，而位于顶端的相轮仅剩10层。:833
散布在山中的11座覆钵式塔的形制基本相同。基座部分为石砌须弥座式，平面为四边形或六边形。塔身部分为覆钵形，根据建材不同可分为砖砌和石砌两种，其中石砌有8座，塔身正面设有眼光门；而砖砌的仅有3座，其中1座有眼光门，另两座未设。塔身与基座之间施以石刻莲瓣及金刚圈数层。塔刹刻呈石刻束腰形,上为相轮组成的十三天及圆盘等石刻装饰。各塔残高尺度不一，最高塔至顶圆盘高5.71米,最低塔残存部分高1米多。:833

## 保护
1948年时，昌顺联合县政府成立，该政府在成立后随即派遣两名脱产干部前往看管银山塔林:832。1958年，银山当地的5座密檐式佛塔及其福晋碑刻被公布为昌平县文物保护单位，并于1979年被列为北京市文物保护单位:832。1988年，银山塔林被列为全国重点文物保护单位，其保护范围则于1990年被正式划定。1992年，国家文物局拨专款对银山塔林进行修缮。该工程于1993年3月正式开工，当年8月竣工:833。1996年，银山塔林作为文物旅游景点开放:294-295。2007年，银山塔林因文物整体存在安全隐患，整体修复工作再次提上日程。2014年，银山塔林停止接待游客，并正式开始维护工作。